# Роман Рудницький
Рома́н Рудни́цький (англ. Roman Rudnytsky; нар. 1 листопада 1942, Нью-Йорк) — американський піаніст українського походження. Син Антона Рудницького і Марії Сокіл, брат Доріана Рудницького.

## Біографія
Народився 1 листопада 1942 року в місті Нью-Йорку. Після початкового навчання у свого батька протягом 1954—1959 років навчався консерваторії у Філадельфії. Водночас у 1957 році навчався у Коледжі Міллза у Егона Петрі та протягом 1957—1965 років — у Джульярдській школі у Нью-Йорку в класі Розіни Левін.
З 1966 року викладав в університетах, з 1972 року — в Університеті Янгстауна в Огайо.

## Творчість
У репертуарі і записах твори Лева Ревуцького, Бориса Лятошинського, Антона Рудницького, Віктора Косенка, Василя Барвінського, Якова Степового.
Виступав індивідуальними концертами та як соліст з різними оркестрами у 80 країнах світу. Концертував в Українській РСР у 1966 році у Києві, Львові, Запоріжжі, а також у 1990, 1991 роках та в Україні у 1993, 1995, 2000-х роках. 
Лауреат численних міжнародних конкурсів (Нью-Йорк, Вашингтон, Женева).